# 卡爾霍恩 (阿肯色州哥倫比亞縣)
卡爾霍恩（英語：Calhoun）是位於美國阿肯色州哥倫比亞縣的一個非建制地區。該地的面積和人口皆未知。

## 地理
卡爾霍恩的座標為33°13′10″N 93°09′17″W / 33.21944°N 93.15472°W，而該地的平均海拔高度為108米（即354英尺）。